# Motore V6 ESL
Con le sigle motore V6 ESL si intende un motore V6 a ciclo Otto prodotto a partire dal 1996 al 2009 dalla Française de Mécanique, una joint venture tra il gruppo automobilistico francese PSA e la Casa automobilistica Renault, anch'essa francese.

## Caratteristiche

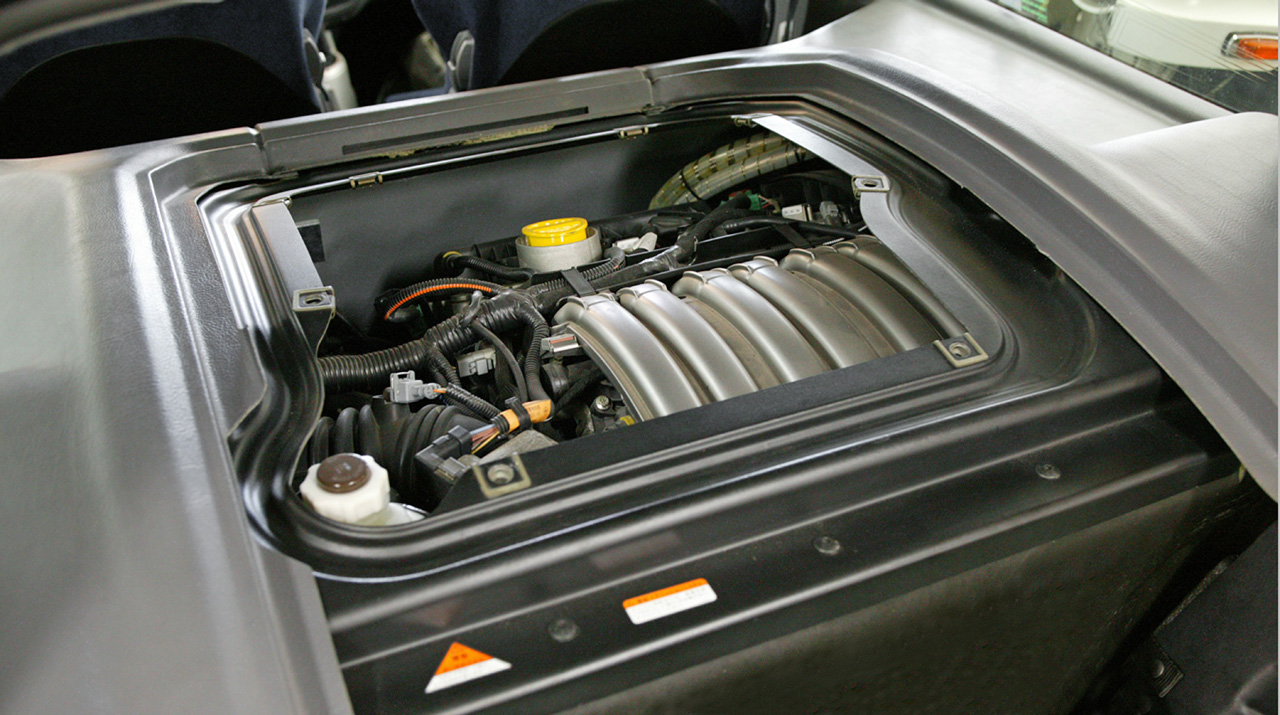
Una delle più alte evoluzioni del 3 litri ES/L7X: quella montata su una Clio V6

Questo motore nacque per sostituire il V6 3 litri PRV, oramai anziano e sovente sofferente di problemi di inaffidabilità agli organi della distribuzione.
Per sostituire il PRV venne rinnovata la storica joint-venture tra Peugeot e Renault, che stavolta non coinvolgeva più la svedese Volvo, ma che includeva fin dall'inizio la Citroën, la quale, al momento del debutto dei motori ES, era da oltre vent'anni nell'orbita della Casa automobilistica di Sochaux, con la quale aveva costituito il Gruppo PSA, e che comunque, in ogni caso, in virtù di ciò aveva potuto già usufruire di alcune delle numerose varianti dei motori PRV.
Come spesso accade in occasione di motori prodotti in joint-venture, anche in questo caso l'unità motrice prese due nomi differenti a seconda che fossero utilizzati dall'una o dall'altra Casa. Così, il Gruppo PSA utilizzò la sigla ES, mentre presso la Renault questo motore divenne noto come Renault L7X.
Comunque lo si voglia chiamare, le caratteristiche di questo motore erano:
- architettura a 6 cilindri a V;
- angolo di 60° tra le bancate;
- basamento e testate in lega di alluminio;
- motore di tipo superquadro;
- alesaggio e corsa pari a 87x82,6 mm;
- cilindrata di 2946 cm³;
- testate a 4 valvole per cilindro;
- distribuzione a due assi a camme in testa per bancata;
- alimentazione a iniezione elettronica;
- catalizzatore a 3 vie;
- potenza massima 194 CV (143 kW).

A causa delle prestazioni non molto alte, questo motore è stato rivisitato nel 2000 dalla tedesca Porsche, che ne ha migliorato le doti di erogazione.
Questo motore è stato utilizzato dal Gruppo PSA per i suoi modelli di punta e anche la Renault ha montato tale motore su di alcuni suoi modelli, ma quest'ultima a partire dal 2002 ha gradualmente abbandonato tale motore per montare invece il motore Nissan VQ da 3.5 litri, poiché nel frattempo la Casa giapponese è passata sotto il controllo della Renault stessa. Tra l'altro, la Renault ha sfruttato poco l'evoluzione da 207 CV di questo 3 litri. Per contro, come spiegato in seguito, fu solo la Renault a utilizzare le due versioni più performanti in assoluto di tale 3 litri.
Nel 2005 si è avuta l'ultima evoluzione di questo motore, sfruttata però solo da Peugeot, mentre Renault si è distaccata da questo propulsore per applicare invece il già citato V6 Nissan da 3.5 litri della serie VQ.
L'ultima apparizione di questo 3 litri su una Renault risale alla fine del 2007, con l'uscita di produzione delle ultime Renault Laguna seconda serie.
I motori 3 litri sviluppati da Gruppo PSA e Renault sono stati proposti in diversi livelli di potenza.

### PSA ES9J4/Renault L7X

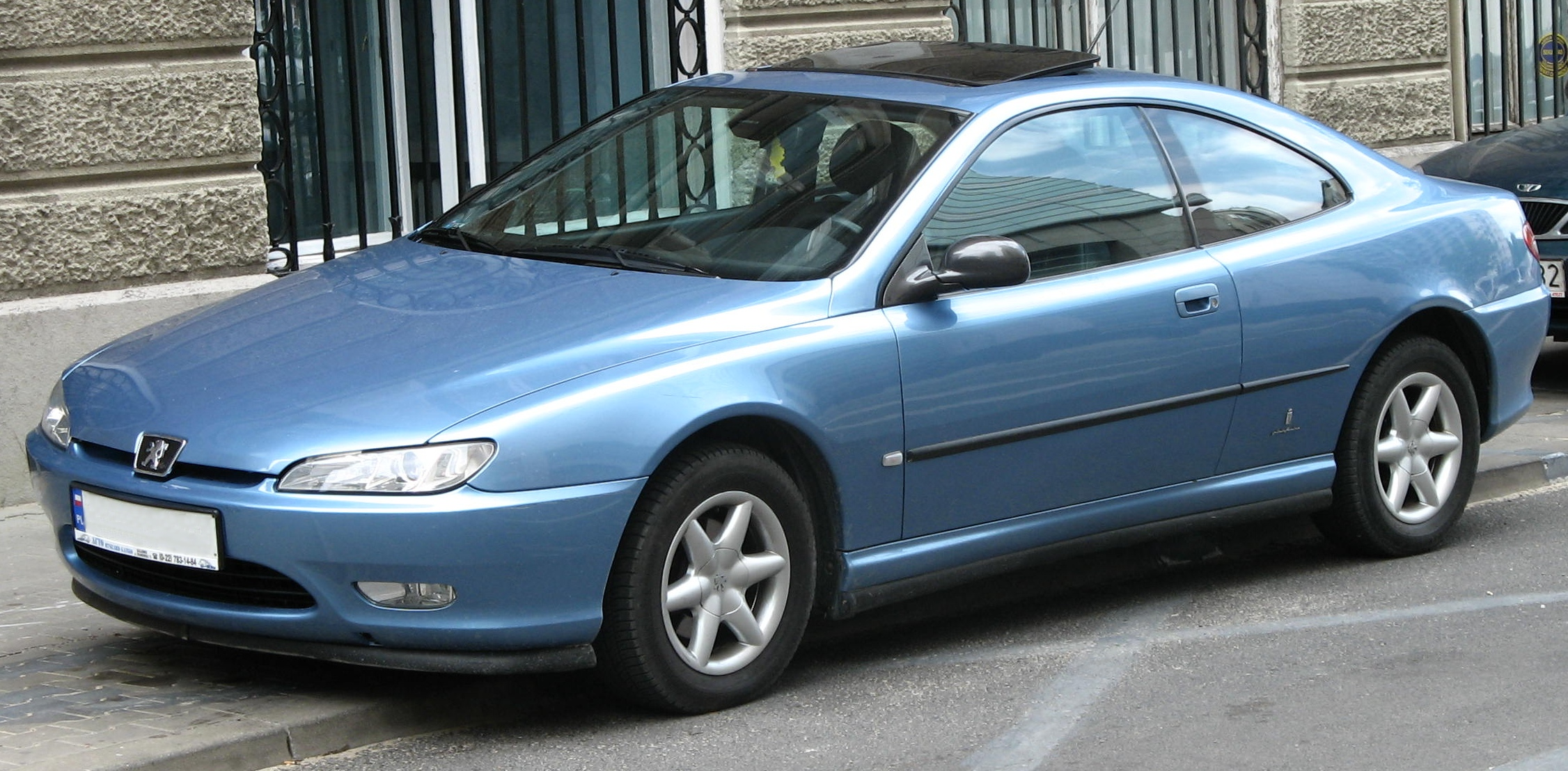
Una Peugeot 406 Coupé, una delle prime vetture a montare un 3 litri ES

Questa è la prima versione del 3 litri PSA-Renault. Era caratterizzata da un rapporto di compressione di 10,5:1 ed era alimentato da una centralina Bosch MP7.0. La sua potenza massima era di 194 CV da 5500 a 5750 giri/min, mentre la coppia massima raggiungeva 267 Nm a 4000 giri/min. Come già accennato, tale propulsore è stato l'unico a essere stato utilizzato congiuntamente da Gruppo PSA e Renault.

### ES9 J4S
Questa è la versione rivista dalla Porsche, grazie al cui intervento il motore ha beneficiato di prestazioni migliori. In particolare, questo motore ha beneficiato di: camere di scoppio ridisegnate, nuovo collettore di aspirazione, assi a camme dal nuovo profilo, variatore di fase VTC (Variable Timing Camshaft) sul lato aspirazione e testate di tipo crossflow. La variazione di fase avviene su due differenti posizioni ed è attuata mediante un dispositivo elettroidraulico governato dalla centralina elettronica, una Bosch ME 7.4.6. L'accensione è invece affidata a sei bobine, una per candela. Il rapporto di compressione è stato aumentato a 10,9:1, con conseguente aumento della potenza massima, da 194 a 207 CV a 6000 giri/min. La coppia massima raggiunge invece i 285 Nm a 3750 giri/min.

### ES9/A
Questa versione, introdotta nel 2005, si differenzia dalle altre due per la presenza del variatore di fase della distribuzione, il che ha permesso da una parte di ottimizzare consumi ed emissioni, mentre dall'altra ha permesso un leggero aumento di potenza, passata da 207 a 211 CV a 6000 giri/min. Anche la coppia massima ha subito un leggero incremento portandosi a 290 Nm a 3750 giri/min.

### Altre applicazioni

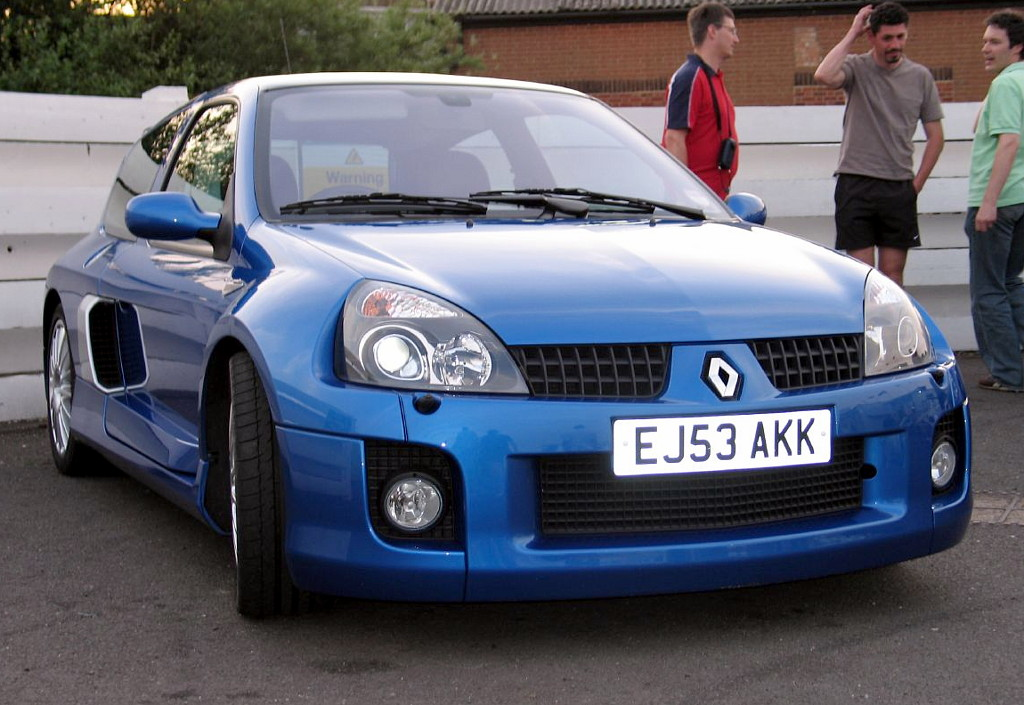
Una Clio V6 Mk2

In precedenza si è accennato al fatto che la Renault, pur avendo usufruito solo della prima tra le tre normali evoluzioni del motore ES/L7X, ha però realizzato tre varianti altamente performanti di tale propulsore, che ha tra l'altro utilizzato in esclusiva.
Queste tre varianti hanno alcuni aspetti in comune, a parte l'unità motoristica di origine, vale a dire il fatto che questo motore è stato montato in posizione posteriore centrale trasversale (anziché anteriore trasversale) e la vettura destinata al loro impiego, che è stata la Renault Clio 3.0i V6, una reinterpretazione in chiave sportiva della piccola utilitaria francese.

#### Variante TWR
La prima variante di tale motore è stata realizzata in collaborazione con la TWR (Tom Walkinshaw Racing), un preparatore britannico, noto per la sua attività in Formula 1. A partire dal 3 litri di base sono state effettuate diverse modifiche, tra cui le più rilevanti sono:
- miglioramento della fluidodinamica sia in fase di aspirazione, sia in fase di scarico;
- adozione di pistoni specifici con testa pistone ridisegnata, mantello a basso attrito e incavi segmenti ad alta resistenza termica;
- nuovi collettori di aspirazione con sezione di passaggio maggiorata del 4%;
- nuovo collettore di scarico;
- volano alleggerito;
- nuove candele di grado termico ridotto;
- scambiatore di calore acqua/olio;
- innalzamento del limitatore da 6100 a 7100 giri/min;
- innalzamento del rapporto di compressione a 11.4:1.

Con queste modifiche, la potenza ha potuto raggiungere 230 CV a 6000 giri/min, con un picco di coppia pari a 300 N·m a 3750 giri/min. Il 3 litri con queste caratteristiche venne utilizzato sulla Clio V6 prima serie, prodotta tra il 2000 e il 2003.

#### Variante stradale Renault Sport
L'evoluzione successiva di questo motore è stata sviluppata dalla Renault Sport, che apportò modifiche soprattutto al comparto aspirazione, ulteriormente ottimizzato nei condotti e caratterizzato da una portata d'aria molto più alta rispetto al precedente V6 montato sulla vecchia Clio V6. È stato inoltre montato un nuovo filtro aria con scatola in alluminio e con trombette a condotto corto. Anche la profilatura degli assi a camme è stata rivista e stavolta è ancor più spinta. Infine, sono stati adottati nuovi iniettori dalla maggior portata e un nuovo corpo farfallato dalla sezione maggiorata del 40%. È stato infine ulteriormente innalzato il regime di rotazione. Questo motore ha potuto raggiungere così 255 CV di potenza massima a 7150 giri/min e una coppia massima di 300 Nm a 4650 giri/min. Anche questo motore venne montato sulle Clio V6, e precisamente su quelle della seconda serie, prodotta dal 2003 al 2005.

#### Variante Renault Sport per uso agonistico
La terza variante erogava fino a 280 CV e venne utilizzata per le Clio V6 del campionato monomarca dedicato.

### Tabella riepilogativa
Di seguito vengono riepilogate le varie caratteristiche dei motori ES/L7X stradali, con le sigle utilizzate dal Gruppo PSA, laddove quest'ultimo li abbia utilizzati:
| Variante | Rapporto di compressione | Potenza CV/rpm | Coppia Nm/rpm | Applicazioni                                | Anni di produzione |
| -------- | ------------------------ | -------------- | ------------- | ------------------------------------------- | ------------------ |
| ES9J4    | 10,5                     | 190/ 5500-5750 | 267/4000      | Peugeot 406 3.0i V6 24V                     | 1997-2000          |
| ES9J4    | 10,5                     | 190/ 5500-5750 | 267/4000      | Peugeot 406 Coupé 3.0i V6 24V               | 1997-2000          |
| ES9J4    | 10,5                     | 190/ 5500-5750 | 267/4000      | Peugeot 605 3.0i V6 24V SV/Executive        | 1996-99            |
| ES9J4    | 10,5                     | 190/ 5500-5750 | 267/4000      | Citroën Xantia 3.0i V6 24V Activa/Exclusive | 1997-2000          |
| ES9J4    | 10,5                     | 190/ 5500-5750 | 267/4000      | Citroën XM 3.0i V6 24V                      | 1997-2000          |
| ES9J4    | 10,5                     | 190/ 5500-5750 | 267/4000      | Renault Laguna Mk1 3.0i V6 24V              | 1997-02            |
| ES9J4    | 10,5                     | 190/ 5500-5750 | 267/4000      | Renault Safrane 3.0 V6                      | 1999-2000          |
| ES9J4    | 10,5                     | 190/ 5500-5750 | 267/4000      | Renault Espace Mk3 3.0i V6 24V              | 1998-02            |
| ES9J4S   | 10,9                     | 207/6000       | 285/3750      | Peugeot 406 Coupé 3.0i V6 24V               | 2000-05            |
| ES9J4S   | 10,9                     | 207/6000       | 285/3750      | Peugeot 407 3.0i V6 24V                     | 2004-05            |
| ES9J4S   | 10,9                     | 207/6000       | 285/3750      | Peugeot 607 3.0i V6 Auto                    | 2000-05            |
| ES9J4S   | 10,9                     | 207/6000       | 285/3750      | Peugeot 807 3.0i V6                         | 2002-05            |
| ES9J4S   | 10,9                     | 207/6000       | 285/3750      | Citroën C5 Mk1 3.0i V6 24V                  | 2000-07            |
| ES9J4S   | 10,9                     | 207/6000       | 285/3750      | Citroën C8 3.0i V6 24V                      | 2002-05            |
| ES9J4S   | 10,9                     | 207/6000       | 285/3750      | Renault Laguna Mk2 3.0 V6 24v               | 2000-07            |
| ES9/A    | 10,9                     | 211/6000       | 290/3750      | Peugeot 407 3.0i V6 24V                     | 2005-06            |
| ES9/A    | 10,9                     | 211/6000       | 290/3750      | Peugeot 407 Coupé 3.0i V6 24V               | 2005-09            |
| ES9/A    | 10,9                     | 211/6000       | 290/3750      | Peugeot 607 3.0 V6                          | 2005-09            |
| ES9/A    | 10,9                     | 211/6000       | 290/3750      | Citroën C5 Mk2 3.0i V6 24V                  | 2008-09            |
| ES9/A    | 10,9                     | 211/6000       | 290/3750      | Citroën C6 3.0i V6 24V                      | 2005-09            |
| V6 TWR   | 11,4                     | 230/6000       | 300/3750      | Renault Clio 3.0 V6 Sport                   | 2000-03            |
| V6 RS    | 11,4                     | 255/7150       | 300/4650      | Renault Clio 3.0 V6 Sport                   | 2003-05            |